# 十大名寺
十大名寺是指中国最富有盛誉的十所寺院，目前各种说法不一，历史上何时开始评定也不明确。根据湖南地图出版社2005年4月出版的《中国地图册》，中国十大名寺分別为：
- 河南白马寺
- 河南少林寺
- 浙江灵隐寺
- 浙江天台山國清寺
- 江苏扬州大明寺
- 江苏栖霞寺
- 江西东林寺
- 陕西法门寺
- 福建南普陀寺

也有其他说法把苏州寒山寺和开封相国寺列入。